# Loi de comportement
 (décembre 2017).
Si vous disposez d'ouvrages ou d'articles de référence ou si vous connaissez des sites web de qualité traitant du thème abordé ici, merci de compléter l'article en donnant les références utiles à sa vérifiabilité et en les liant à la section « Notes et références ».
Les lois de comportement de la matière, étudiées en science des matériaux et notamment en mécanique des milieux continus, visent à modéliser le comportement des fluides ou solides par des lois empiriques lors de leur déformation.

## Modèles simples
Les modèles ci-dessous sont volontairement simplifiés, afin de permettre d'appréhender les notions élémentaires.

### Déformation élastique
Le cas le plus simple de la déformation élastique est celui du ressort à boudin sollicité modérément dans son axe, en allongement ou en compression ; dans ce cas, la force est proportionnelle à l'allongement relatif, soit à une dimension :
F = k · Δl
où k est la constante de raideur du ressort et Δl est sa variation de longueur (longueur finale moins longueur initiale).

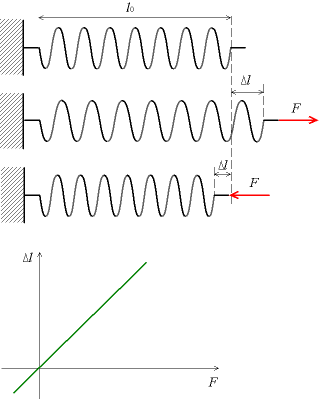
Modèle de déformation élastique.

Si l'on se ramène à des valeurs indépendantes des dimensions de la pièce, on obtient la loi de Hooke :
σ = E·ε
où :
- σ est la contrainte, la force divisée par la section de la pièce sur laquelle s'exerce la force, homogène à [F]/[L]² (exprimé en général en pascals, Pa, et ses multiples) ;
- E est le module de Young, caractéristique de la matière (c'est l'équivalent de la raideur k). Il est homogène à [F]/[L]² et est exprimé en général en pascals, Pa, et ses multiples : souvent en gigapascals (GPa) ou en mégapascals (MPa) particulièrement pour la matière molle ;
- ε est la déformation ou « allongement relatif » Δl/l0, homogène à [1] (sans unité, parfois exprimé en %).

### Déformation plastique
La déformation plastique peut se modéliser comme un frottement solide : il y a une résistance à la déformation, mais la déformation est définitive. La déformation plastique est toujours associée à de la déformation élastique. Par exemple, si on considère un ressort, il va se déformer si on lui applique une force de traction au-delà de sa capacité d'allongement élastique.

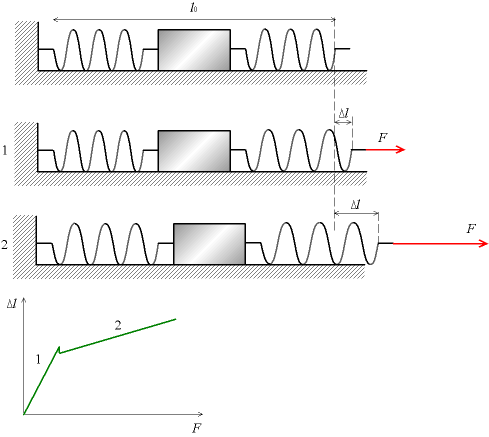
Déformation plastique : le frottement solide est représenté par un pavé posé sur un plan horizontal.

Le modèle correspond à l'ajout d'une force constante lorsque le glissement a lieu, avec une diminution initiale au début du glissement (la force de frottement dynamique est inférieure à la force de frottement statique maximale, cf. Loi de Coulomb). On constate que la forme de la courbe n'est pas celle d'une courbe de traction classique (la partie plastique est normalement incurvée vers le bas), ce modèle empirique est donc imparfait.
Dans les cristaux, la déformation plastique correspond à un réarrangement des atomes dû à un mouvement de défauts linéaires appelés dislocations.

### Fluage et relaxation de contrainte
On appelle fluage d'un matériau le phénomène de déformation irréversible qui augmente avec le temps sous l'effet d'une contrainte constante.
La vitesse de fluage augmente généralement lorsque la température du matériau augmente.
Le fluage peut se modéliser comme un frottement fluide, du type amortisseur de suspension de voiture. De la même manière que pour la déformation plastique, le fluage est toujours associé à de la déformation élastique. On peut voir le fluage comme un « retard à la déformation » : si l'on impose une déformation (cas d'une expérience de relaxation de contrainte), on a d'abord une réponse élastique, puis la force diminue bien que la déformation soit maintenue constante.

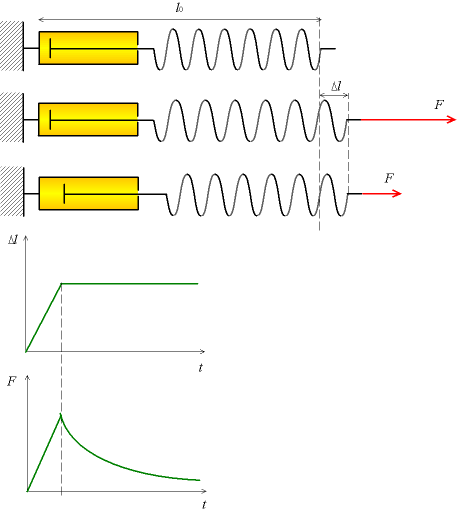
Modèle de Maxwell : le frottement fluide a été modélisé par un piston à bain d'huile — la déformation est ici imposée et la force est suivie en fonction du temps (relaxation de contrainte).

Dans les cristaux, le fluage est un phénomène faisant intervenir la diffusion de défauts ponctuels, les lacunes, provoquant une montée des dislocations ou un glissement des joints de grain.